# Goituimet
Goituimet är en krater i Kenya.   Den ligger i länet Baringo, i den centrala delen av landet, 180 km nordväst om huvudstaden Nairobi. Toppen på Goituimet är 1 622 meter över havet, eller 103 meter över den omgivande terrängen. Bredden vid basen är 3,4 km.
Terrängen runt Goituimet är platt åt sydväst, men åt nordost är den kuperad. Runt Goituimet är det ganska glesbefolkat, med 42 invånare per kvadratkilometer. Trakten runt Goituimet består i huvudsak av gräsmarker.